# Abronia lythrochila
Abronia lythrochila е вид влечуго от семейство Слепоци (Anguidae).

## Разпространение
Видът е разпространен в Мексико.